# Kryptos (geslacht)
Kryptos is een geslacht van weekdieren uit de klasse van de Gastropoda (slakken).

## Soorten
- Kryptos koehleri (Locard, 1896)
- Kryptos tholoides (Watson, 1882)